# Chemie Böhlen

Aktuelles Vereinslogo

Der SV Chemie Böhlen ist ein Sportverein in der nordwestsächsischen Kleinstadt Böhlen.

## Geschichte

### Betriebssportgemeinschaft
Nach dem Zweiten Weltkrieg wurde die südlich von Leipzig gelegenen Stadt Böhlen zu einem wichtigen DDR-Industriestandort der Braunkohle- und Erdölverarbeitung entwickelt. Da in den Nachkriegsjahren das Sportwesen in der DDR auf der Basis von Betriebssportgemeinschaft (BSG) organisiert wurde, bot Böhlen mit seinen wirtschaftsstarken Betrieben gute Möglichkeiten für die Sportförderung. So wurden im November 1949 in der nur rund 6.000 Einwohner zählenden Stadt gleich zwei Betriebssportgemeinschaften gegründet, die BSG Benzinwerk und die BSG Brennstoff. Mit der Gründung von zentralen nach Produktionsbereichen gestaffelten Sportvereinigungen wurden die Böhlener Betriebssportgemeinschaften im Juli 1951 in Aktivist West und Aktivist Mitte umbenannt. Beide fusionierten dann schließlich im Oktober 1952 zur BSG Aktivist Böhlen.

### Fußball in der DDR

Logo der BSG Chemie Böhlen (1969–1989)

Die BSG trat hauptsächlich mit ihrer Fußballsektion in das Licht der Öffentlichkeit. Von der untersten Ebene des Spielbetriebes stieg Aktivist schon 1954 in die zu dieser Zeit drittklassige Bezirksliga Leipzig auf. Nach zwei Jahren errang die Mannschaft den Titel des Bezirksmeisters, der zur Teilnahme an der Aufstiegsrunde zur 1955 neugeschaffenen II. DDR-Liga, nun dritte Ebene im DDR-Fußball, berechtigte. Mit Platz 2 erreichten die Böhlener den Aufstieg. In den Folgejahren gehörten sie mit teilweise guten Mittelfeldplätzen zum Stamm der II. Liga. Ausgerechnet nach Erreichen der besten Platzierung in der Saison 1962/63 fiel die BSG Aktivist der Abschaffung der II. Liga zum Opfer. Der 3. Platz reichte nicht zur Qualifikation zur I. DDR-Liga, und so blieb Böhlen zwar weiter drittklassig, musste für die nächsten Jahre aber wieder in der weniger anspruchsvollen Bezirksliga Leipzig antreten. 1964 wurde man erneut Bezirksmeister, verpasste aber mit Platz 4 in der Aufstiegsrunde die DDR-Liga klar. Nach der abermaligen Bezirksmeisterschaft 1966 machte es die Mannschaft besser und erkämpfte sich mit dem 2. Platz in der Aufstiegsrunde die Qualifikation für die zweitklassige DDR-Liga. Es reichte jedoch nicht für den Klassenerhalt, und die Böhlener mussten in der Saison 1967/68 einen erneuten Anlauf nehmen, der über Bezirksmeisterschaft und Gewinn der Aufstiegsrunde erfolgreich abgeschlossen wurde. Inzwischen hatte sich die Mannschaft so weit gefestigt, dass sie sich dauerhaft in der Zweitklassigkeit etablieren konnte. Die am 1. Januar 1969 in BSG Chemie Böhlen umbenannte Mannschaft klopfte nach fünf Jahren Ligazugehörigkeit 1974 erstmals an das Tor der höchsten DDR-Fußballklasse Oberliga an, doch Platz 4 in der Aufstiegsrunde reichte nicht aus. Erst 1977 hatte Böhlen eine Mannschaft, deren Qualität für die Erstklassigkeit ausreichte. Sie hatte sich mit den oberligaerfahrenen Spielern vom 1. FC Lokomotive Leipzig und von der BSG Chemie Leipzig Bernd Hubert (Chemie), Eberhard Köditz (Lok), Friedhelm Schneider (Chemie) und Manfred Zaspel (Lok) verstärkt und besaß mit Klaus Havenstein einen erfolgreichen Torjäger. Zwischen 1977 und 1983 verbrachte Böhlen unterbrochen von zweimaligen Abstiegen vier Spielzeiten in der DDR-Oberliga. Gleich im ersten Oberligajahr wurde Havenstein mit 15 Treffern Torschützenkönig der Oberliga. 1981 hatte Chemie Böhlen im DDR-Pokal-Wettbewerb sein bestes Ergebnis. Nach einem 3:1-Heimsieg über Wismut Aue erreichte man das Viertelfinale des FDGB-Pokals, wo dann allerdings im Heimspiel gegen Dynamo Dresden mit 0:3 der Schlusspunkt gesetzt wurde. Einen weiteren Höhepunkt gab es in der Saison 1986/87, als in der 2. Hauptrunde der DDR-Serienmeister BFC Dynamo mit 1:0 im Stadion an der Jahnbaude bezwungen werden konnte. Nach dem Oberliga-Abstieg 1983 blieb Böhlen bis zur Auflösung des DDR-Fußballspielbetriebes 1990 Stammgast der zweitklassigen DDR-Liga.
| Stammelf der Oberliga-Saison 1977/78 | Stammelf der Oberliga-Saison 1977/78 | Stammelf der Oberliga-Saison 1977/78 | Stammelf der Oberliga-Saison 1977/78 |
| ------------------------------------ | ------------------------------------ | ------------------------------------ | ------------------------------------ |
| Name                                 | Alter                                | Position                             | Oberligaspiele 1977/83               |
| Freimuth Bott                        | 34                                   | Torwart                              | 90                                   |
| Gianfranco Zanirato                  | 34                                   | Libero                               | 46                                   |
| Jochen Kunath                        | 32                                   | Rechtsverteidiger                    | 44                                   |
| Rainer Wolf                          | 21                                   | Innenverteidiger                     | 56                                   |
| Rolf Tröger                          | 24                                   | Linksverteidiger                     | 86                                   |
| Friedhelm Schneider                  | 27                                   | Rechtes Mittelfeld                   | 68                                   |
| Helmut Friedel                       | 28                                   | Zentrales Mittelfeld                 | 20                                   |
| Eberhard Köditz                      | 31                                   | Linkes Mittelfeld                    | 54                                   |
| Klaus Havenstein*                    | 28                                   | Rechtsaußen                          | 92                                   |
| Manfred Zaspel                       | 29                                   | Sturmmitte                           | 60                                   |
| Bernd Hubert**                       | 25                                   | Linksaußen                           | 102                                  |

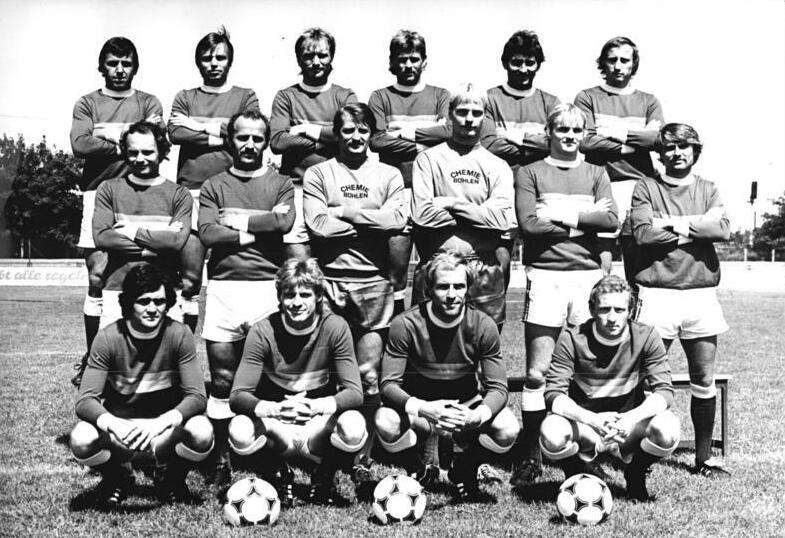
Chemie Böhlen 1982/83
Hintere Reihe v. l. n. r.: Mannschaftskapitän Klaus Havenstein, Roland Hammer, Rainer Srodecki, Horst Kunze, Lothar Höhne und Rolf Tröger.
Mittlere Reihe v. l. n. r.: Bernd Hubert, Manfred Zaspel, Torhüter Freimuth Bott, Torhüter Klaus Herber, Bodo Gladrow und Rainer Wolf.
Vordere Reihe v. l. n. r.: Gunter Amler, Olaf Adamczak, Friedhelm Schneider und Klaus Bittner. Es fehlen Detlef Müller und Christian Kalainski.

(* mit 55 Oberligatoren Böhlens Rekord-Torschütze, **Rekordspieler nach Oberligaeinsätzen)

## Sportverein Chemie
Die Wende von 1989 brachte auch für den Sport in Ostdeutschland einschneidende Veränderungen. Durch die Umstellung des Wirtschaftssystems entfiel für die Betriebssportgemeinschaften die Unterstützung durch die bisherigen Trägerbetriebe, andererseits bot sich wieder die Möglichkeit, sich auf Vereinsebene zu organisieren. In Böhlen gründeten daraufhin am 17. Juli 1990 35 ehemalige Mitglieder der BSG Chemie den Sportverein Chemie Böhlen. Neben Fußball bot der Verein Sportarten wie Handball, Kegeln, Radfahren, Ringen, Tennis, Tischtennis, Turnen und Wasserball an. Schon am 30. Juli 1990 beschloss die Fußballabteilung, mit der ehemaligen BSG Chemie Leipzig zu fusionieren (s. u.). Auch in den folgenden Jahren litt der Verein unter fortwährender Abspaltung einzelner Sportgruppen. 1997 musste ein Insolvenzverfahren durchgestanden werden.

## Fußball im DFB-Spielbetrieb

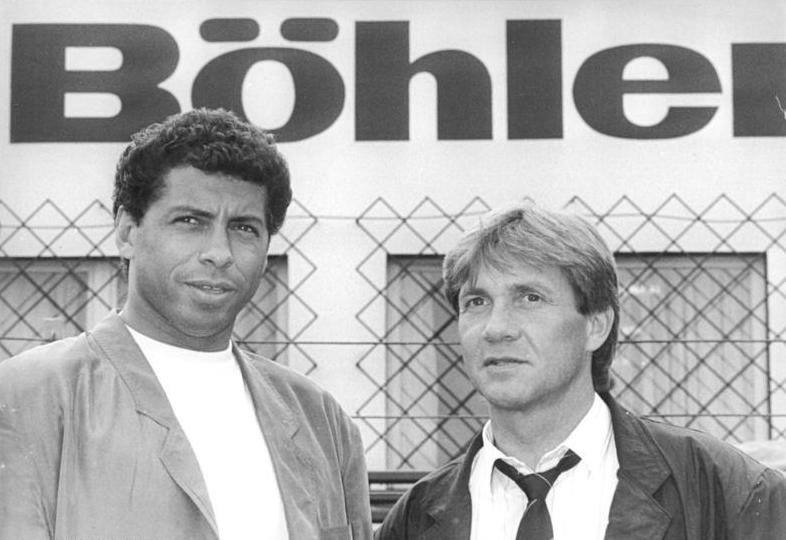
Jimmy Hartwig war als Trainer von Chemie Böhlen 1990 der erste Westtrainer in der DDR, rechts: Assistenztrainer Achim Steffens

In der letzten Spielrunde der DDR-Liga 1989/90 hatte sich die BSG Chemie in der Südstaffel den 1. Platz erkämpft und sich damit für die Nachfolgeliga der DDR-Oberliga qualifiziert, die 1990/91 als NOFV-Oberliga die Qualifikationen für die 1. und 2. Bundesliga ausspielte. Gleichzeitig geriet die Betriebssportgemeinschaft aber durch die wirtschaftlichen Veränderungen in große finanzielle Schwierigkeiten, die auch durch die künftige Umgründung als Sportverein kurzfristig nicht behebbar erschienen. In dieser Situation bot der am 31. Mai 1990 als Nachfolger der BSG Chemie Leipzig gegründete FC Grün-Weiß Leipzig dem neuen SV Chemie Böhlen eine Fusion an. Die Leipziger hatten 1989/90 hinter den Böhlenern nur den 2. Platz in der DDR-Liga erreicht und waren entsprechend dem für den DDR-Fußball vereinbarten Eingliederungsverfahren ab 1991 zur Drittklassigkeit verurteilt. Unter diesen Umständen wurden sich beide Vereine schnell einig, und so wurde am 30. Juni 1990 aus den besten Fußballspielern der FC Sachsen Leipzig gegründet, der mit der Spielberechtigung der Böhlener an der NOFV-Oberliga teilnahm. Böhlen gab mit zehn Spielern fast seine gesamte Stammelf ab, die restlichen Spieler traten als SV Chemie Böhlen in der Bezirksliga Leipzig an. Unter Leitung des lange in Böhlen aktiven Helmut Friedel gelang 1994 der Aufstieg in die fünftklassige Landesliga Sachsen, die 1997 infolge eines Insolvenzverfahrens wieder verlassen werden musste. Das Verfahren hatte die Rückstufung in die Kreisklasse Borna/Geithain zur Folge, aus der 2003 der Aufstieg in die siebtklassige Bezirksklasse Leipzig gelang. Zuletzt, in der Saison 2018/19, landete der SV Chemie Böhlen im Mittelfeld der Tabelle der lokalen Kreisoberliga.

## Böhlens Fußball-Nationalspieler
Dass in Böhlen immer wieder Fußballspieler mit überdurchschnittlichem Niveau spielten, beweist die Tatsache, dass bisher fünf Spieler entweder vor ihrer Zeit in Böhlen oder danach in der Nationalelf standen:
| Name            | Jahre in Böhlen | Länderspiele | für                       |
| --------------- | --------------- | ------------ | ------------------------- |
| Frank Baum      | 1989/90         | 17           | Lok Leipzig               |
| Bernd Dobermann | 1966/67         | 2            | Chemie Leipzig            |
| Bernd Hobsch    | 1986/87         | 1            | Werder Bremen             |
| Dieter Kühn     | 1989/90         | 13           | Lok Leipzig               |
| Frank Rost      | 1982/85         | 4            | Werder Bremen, Schalke 04 |